# Weissia trifaria
Weissia trifaria là một loài rêu trong họ Pottiaceae. Loài này được Brid. mô tả khoa học đầu tiên năm 1801.